# マリオン・グリーブス
マリオン・ジャネット・キャドバリー・グリーヴス（Marion Janet Cadbury Greeves, MBE、1894年7月18日 - 1979年7月7日）は、イギリス、北アイルランドの政治家。北アイルランド議会（旧議会：1920年から1972年まで存続）の上院において史上2人しかいなかった女性議員の最初のひとりであり、無所属として選出され、1950年6月20日から1969年6月10日に引退するまで議席を守った。
イングランドで生まれたマリオン・ジャネットは、クエーカーの慈善家として知られたジョージ・キャドバリーとその妻エリザベス・キャドバリーの娘であった。
彼女は、やはりクエーカーのリンネル（リネン）製造業者で、後にアーマー県の副統監や県長官を務めたウィリアム・エドワード・グリーヴス（William Edward Greeves、1890年 - 1960年）と、1918年2月14日にボーンヴィルで結婚した。2人の間には、娘2人、息子3人と、合わせて5人の子どもが生まれた。もともと、当時のイギリスで最も裕福な家庭のひとつであったキャドバリー家に生まれたにもかかわらず、彼女はアーマー県ポータダウンのアーディーヴィン・ハウス (Ardeevin House) で、比較的普通の生活を送った。
グリーブスは、北アイルランドにおけるガールガイド連盟総長を務めたが、その名は活動センターのひとつに残されている。1948年には、大英帝国勲章 (MBE) を授与された。